# 黄花葱
黄花葱（学名：Allium condensatum）为葱科葱属的植物。分布于西伯利亚、朝鲜、蒙古以及中国大陆的辽宁、山东、内蒙古、黑龙江、吉林、山西、河北等地，生长于海拔1,000米至2,000米的地区，常生长在山坡或草地上，目前已由人工引种栽培。